# Leptoglanis
Leptoglanis is een geslacht van straalvinnige vissen uit de familie van de kuilwangmeervallen (Amphiliidae).

## Soorten
- Leptoglanis bouilloni Poll, 1959
- Leptoglanis xenognathus Boulenger, 1902